# 东中野修道
东中野修道（1947年10月19日—）是日本一位历史学者、日本亚细亚大学教授。著有《南京大屠杀的彻底检证》，並且表示南京大屠殺是一場騙局。2000年，東中野修道被夏淑琴起诉。2006年4月，东中野修道在东京法院以其出版的专著“未损害夏淑琴名誉”为由反诉夏淑琴。2009年2月，日本最高法院作出终审判决，夏淑琴胜诉並且獲賠30萬。